# Candle In The Rain
『Candle In The Rain』（キャンドル・イン・ザ・レイン）は織田哲郎の7作目のオリジナル・アルバム。1989年3月21日にCBS/SONY RECORDSから発売された。

## 内容
『SEASON』から10か月ぶりのアルバム。
本作はサディスティック・ミカ・バンドの初代ボーカリスト、福井ミカが3曲の詞を担当している。
6曲目「IN THE DREAM」と3曲目「TWO HEARTS」の2曲入りCDシングルが同日発売された。
1983年から織田が所属してきたCBS・ソニーからの最後の作品。

## 収録曲
特記以外作詞・作曲･編曲：織田哲郎／作詞：福井ミカ（1,7,9）

### CD
1. PEARL'S AWAKE
2. WILD HORSE
3. TWO HEARTS
4. 空蝉
5. CANDLE IN THE RAIN
6. IN THE DREAM
7. DANCE WITH DANGER
8. (Let's go to the)DOWN TOWN CLUB
9. SHERRIE MY LOVE
10. 晩夏

### LPレコード、コンパクトカセット

#### SIDE A
1. PEARL'S AWAKE
2. WILD HORSE
3. TWO HEARTS
4. 空蝉
5. CANDLE IN THE RAIN

#### SIDE B
1. IN THE DREAM
2. DANCE WITH DANGER
3. (Let's go to the)DOWN TOWN CLUB
4. SHERRIE MY LOVE
5. 晩夏

## 参加ミュージシャン
- 野呂一生 - ギター
- 葉山たけし - ギター、ベース
- 吉田隆一 - ベース
- 高水健司 - ベース
- 秋山浩一 - Hi Hat
- 小田原豊 - ドラム
- はなぶさ龍介 - ドラム
- 土岐英史 - サックス
- 古村敏比古 - サックス
- 数原晋 - トランペット
- 赤木理恵 - フルート
- 斉藤ノブ - パーカッション
- 大谷哲範 - シンセサイザー
- Caron Wheeler - Background Vocals
- Raymond Simpson - Background Vocals
- 花沢加絵 - Background Vocals